# 소래해넘이전망대

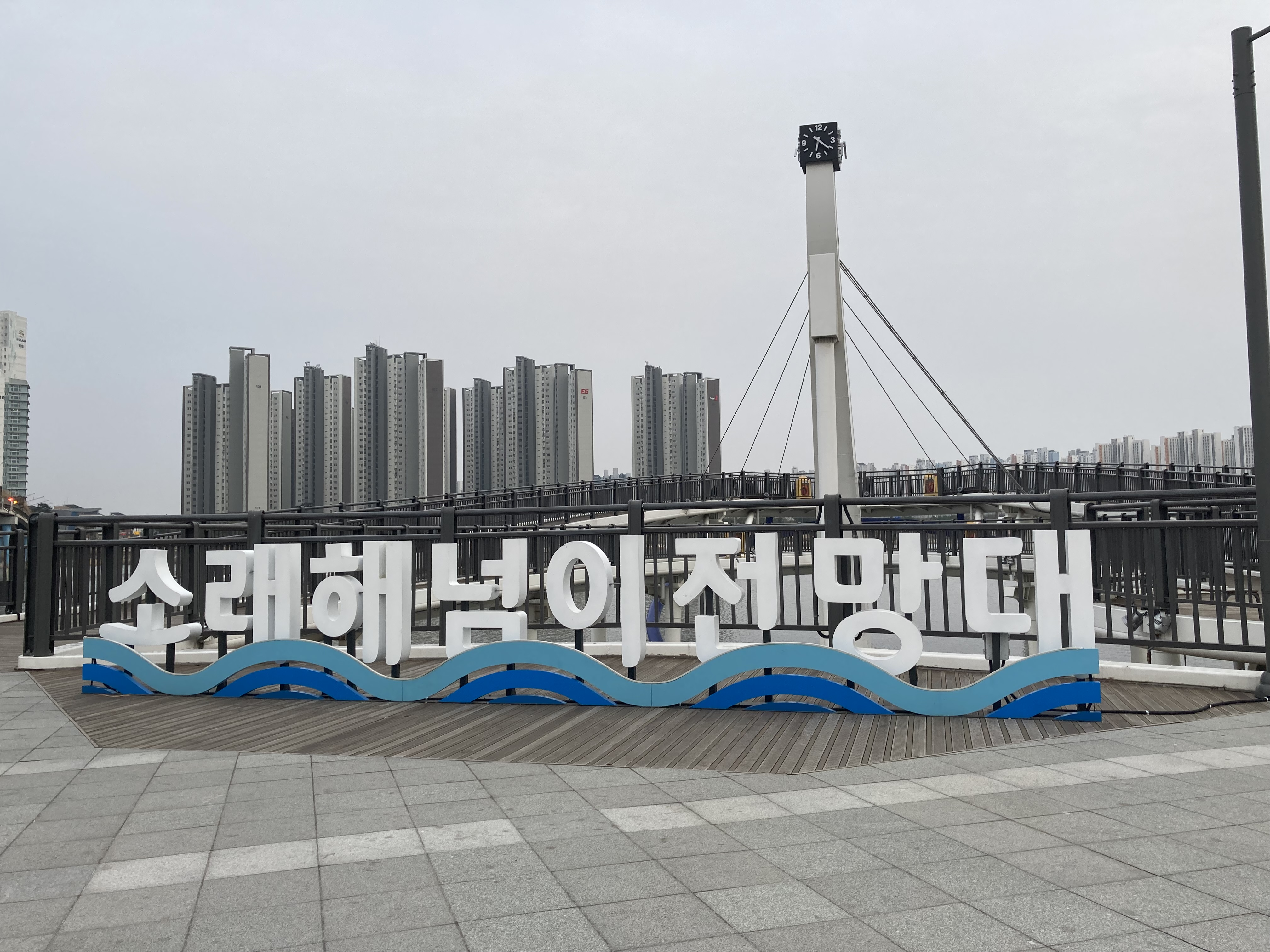
소래해넘이전망대

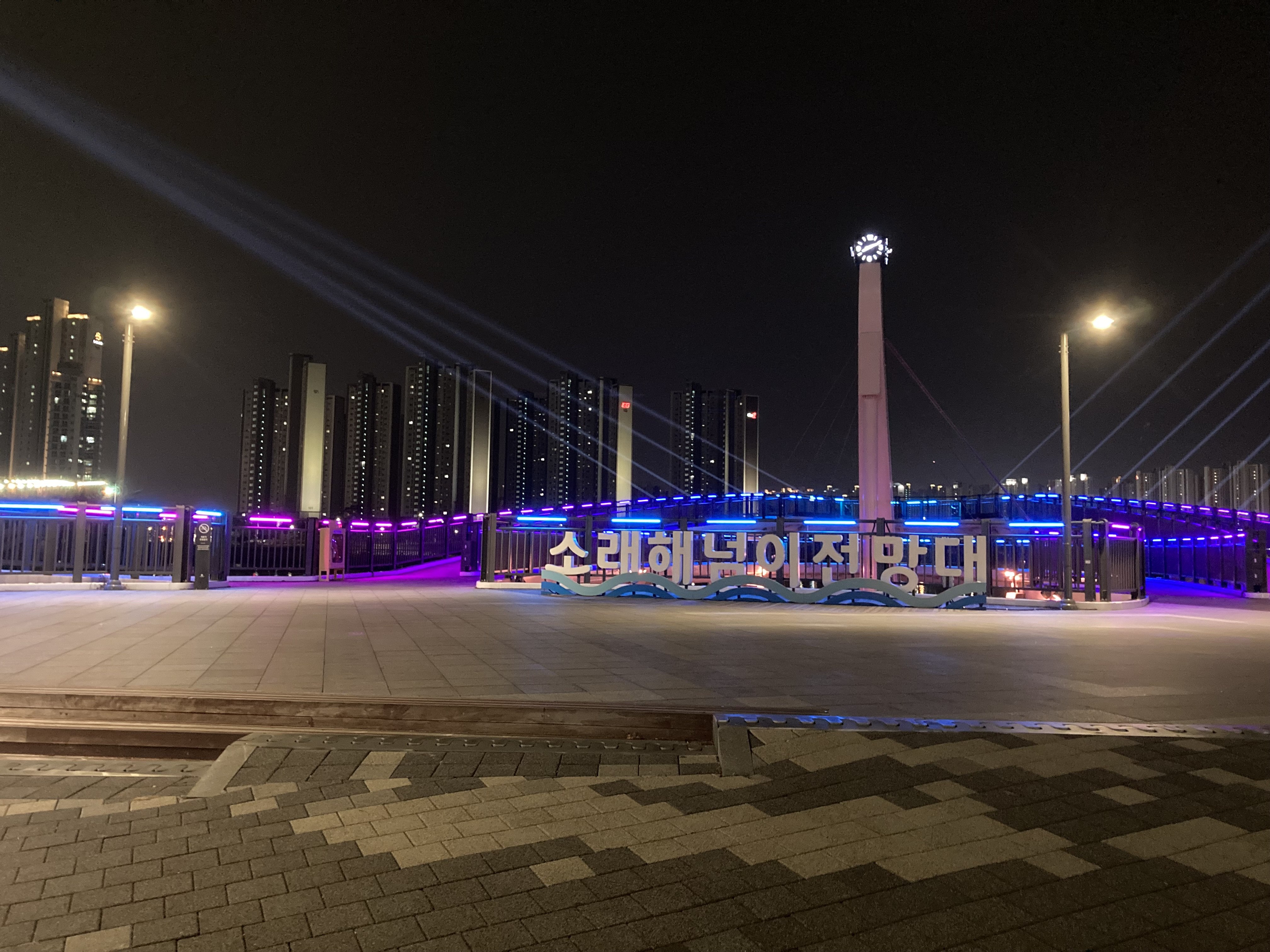
소래해넘이전망대 야경

소래해넘이전망대는 대한민국 인천광역시 남동구 소래포구 해오름공원에 위치한 전망대이다. 2022년 04월 04일 준공을 완료후 개장하였다. 시원한 바다와 해오름공원 호수, 남동소래아트홀을 한번에 볼 수 있는 새로운 명소로 자리매김 하였다. 소래포구의 소래포구항과 별개로 포토관광장소가 될만큼 아름다운 장소가 되어주고 있다.
주소 : 인천광역시 남동구 아암대로 1454

## 시설
주차는 남동소래아트홀 앞, 해오름호수 옆 주차장에 주차할 수 있다. 무료이며, 소래해넘이 전망대 북측에 공중화장실이 있다.
시민들의 해넘이 인도교를 통해 조깅, 워킹, 운동하는 사람들이 많으며 실제로 많은 사람들이 왕래한다. 잘지어져 사람들이 삶의 질을 높이는데 큰 도움이 되었다.

자전거를 타고 이동하는 사람들을 심심치않게 볼 수 있다. 

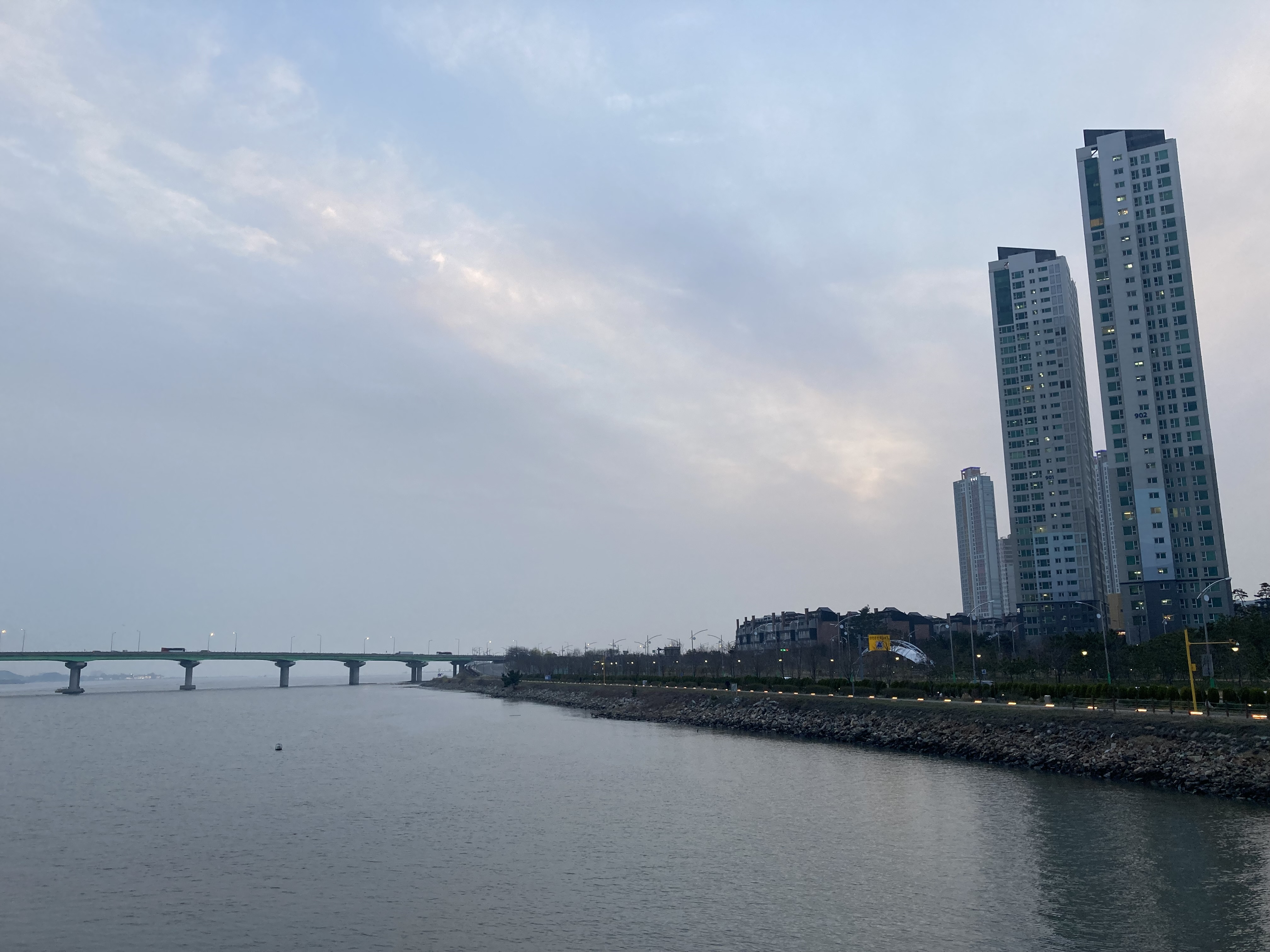
전망대 전경
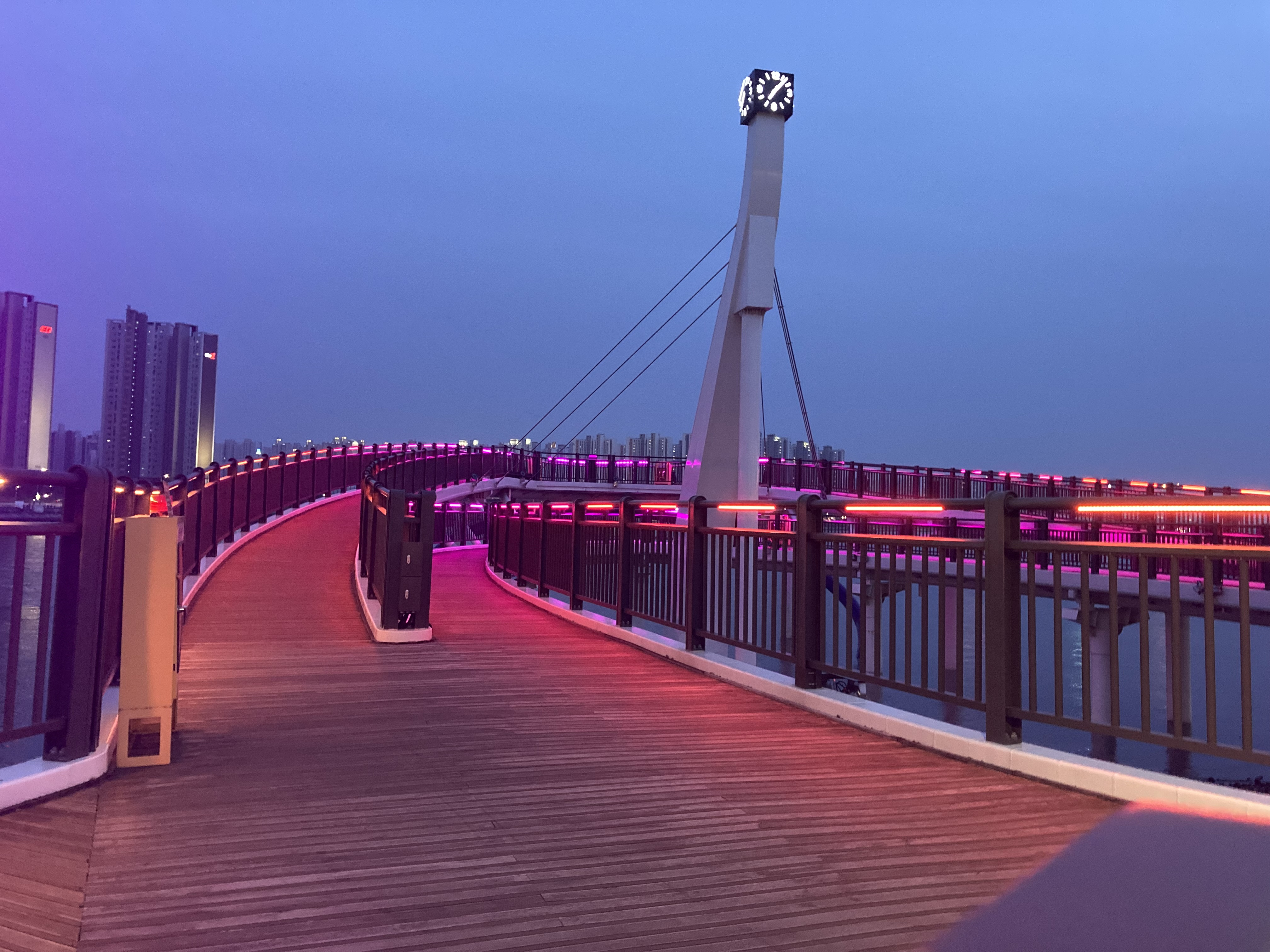
전망대 야경
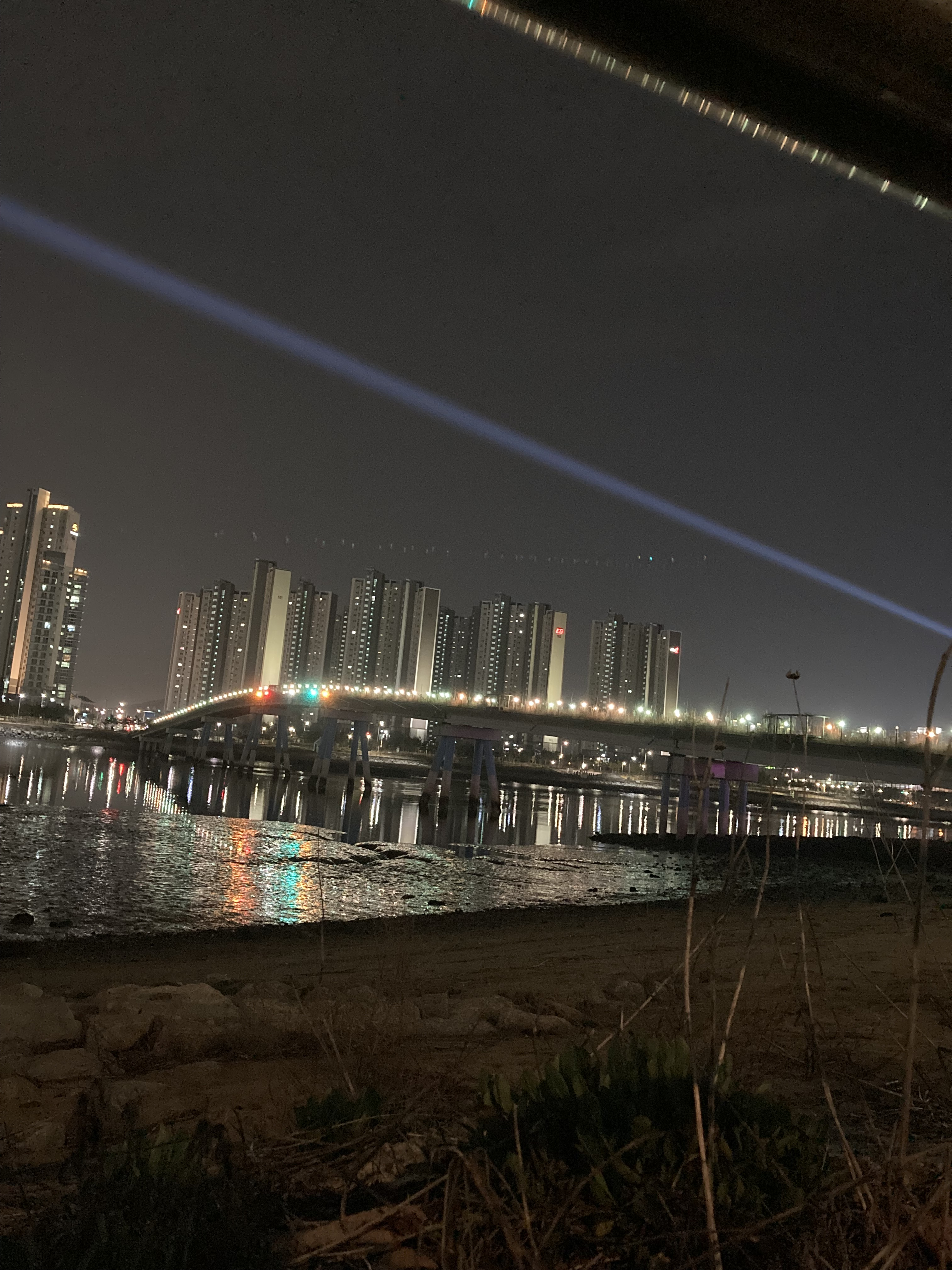
전망대 인도교
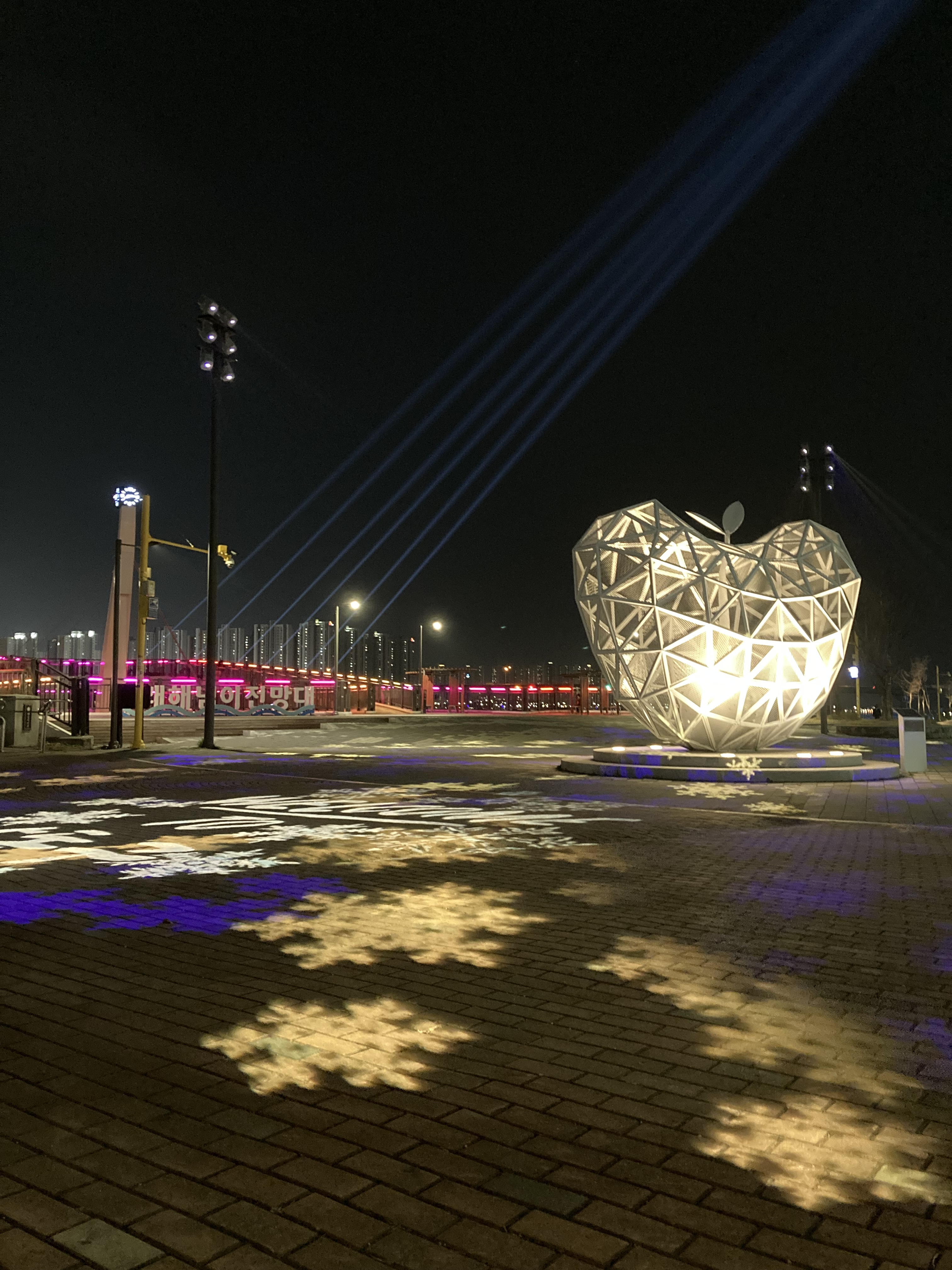
전망대와 조형물
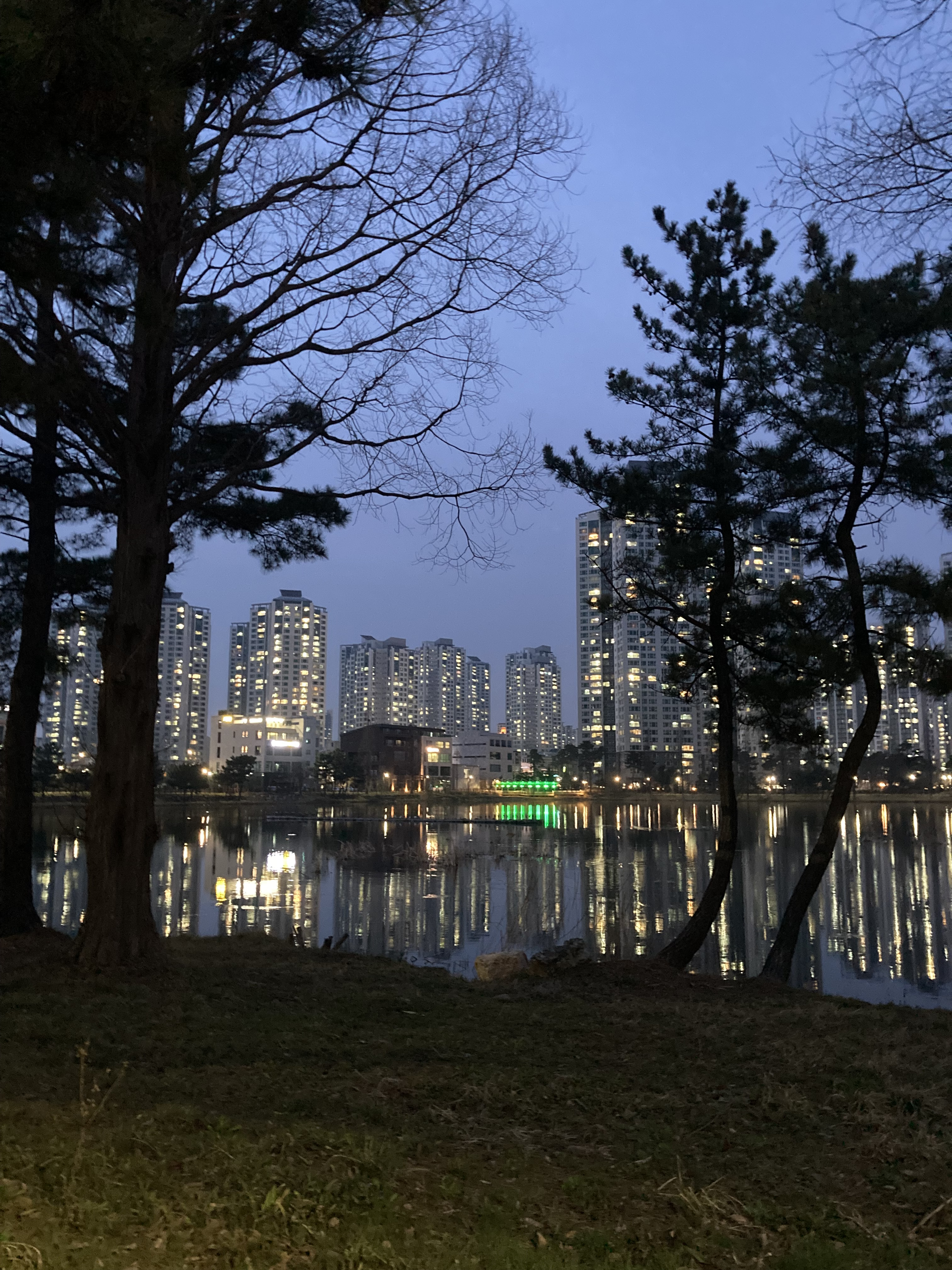
해오름호수공원
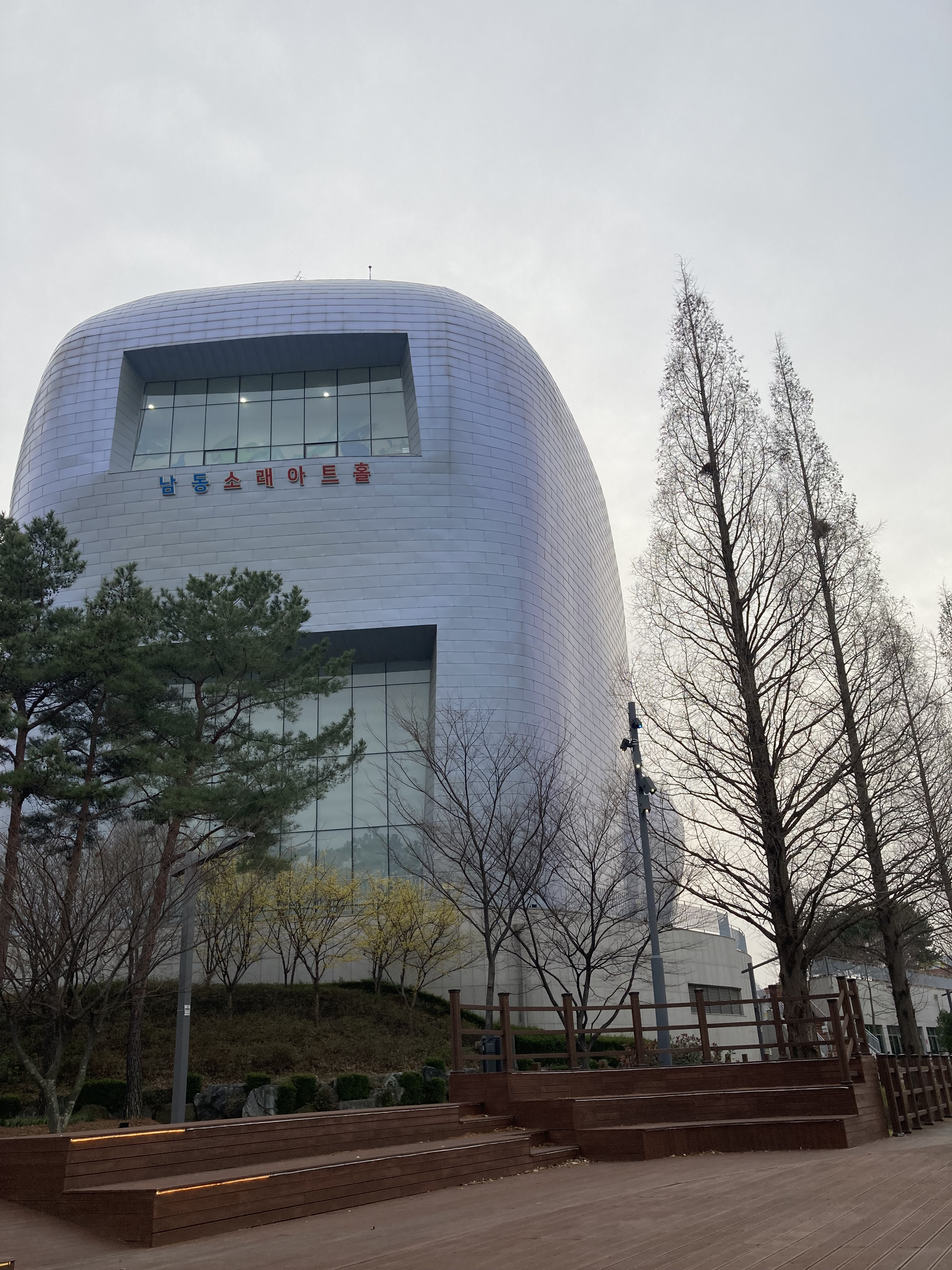
소래아트홀

## 관광

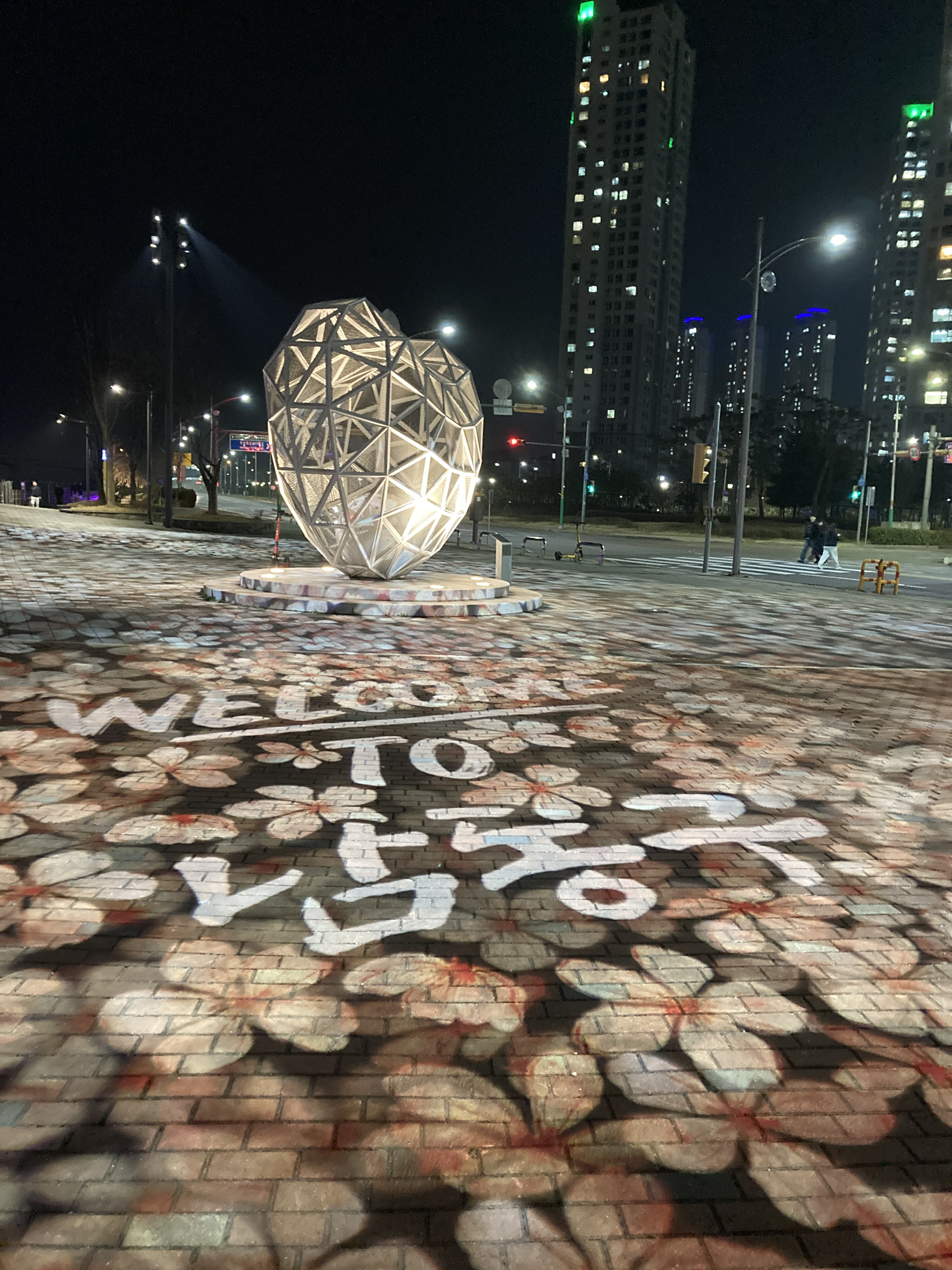
소래해넘이전망대 광장 조형물

4월 벚꽃철에 방문하면 가로수가 벚꽃으로 이루어져 있어 매우 예쁜 도보 데이트 공간이기도 하며, 실제 연인들을 목격할 수 있다.
전망대가 준공하는 과정에서는 소래아트홀, 해오름호수의 야경이 아름다운 공간이기도 했다. 현재는 소래해넘이 전망대 앞 조형물이 시민들과 관광객의 포토명소로 불릴만큼 잘 꾸며 두었다. 인근 남동소래아트홀과 해오름공원, 해오름호수도 야경이 훌륭하다.
- 인천의소망(SEED) 조형물, 야간 조명으로 멋진 풍경과 매력을 들어낸다.